# 잭 길퍼드 (1982년)
잭 길퍼드(Zach Gilford, 1982년 1월 14일 ~ )는 미국의 배우이다.

## 출연 작품
- 어셔가의 몰락 (2023)
- 자정 클럽 (2022)
- 어둠 속의 미사 (2021)
- L.A. 걸캅스 (2021)
- 굿 걸스 (2021)
- 더 패밀리 (2016)
- 악마의 탄생 (2014)
- 더 퍼지:거리의 반란 (2014)
- 크레이지 카인드 오브 러브 (2013)
- 라스트 스탠드 (2013)
- 인 아워 네이쳐 (2012)
- 더 모브 닥터 (2012)
- 앤서 투 낫씽 (2011)
- 정글 (2011)
- 더 리버 와이 (2010)
- 친환경 영화제작백서 (2010)
- 슈퍼 (2010)
- 데어 (2009)
- 포스트 그래드 (2009)
- 블러드 헌터 (2007)
- 마지막 겨울 (2006)
- 프라이데이 나잇 라이츠 (2006)